# Adnan Al Taliani
Adnan Al Taliani (Sharjah, 30 oktober 1964) is een voormalig voetbalspeler uit de Verenigde Arabische Emiraten. Hij leerde voetballen op straat, in 1980 begon hij bij de club Al-Shaab Club, waar hij tot 1999 bleef.
In 1997 nam hij afscheid van het internationaal voetbal en op dat moment was hij met 161 wedstrijden voor de nationale ploeg de speler met de meeste caps ter wereld, inmiddels staat hij in 2018 tiende in die lijst.